# Гутман, Хуго
Хуго Гутман, затем Генри Грант (нем. Hugo Gutmann, англ. Henry G. Grant; 19 ноября 1880, Нюрнберг, Королевство Бавария — 22 июня 1962, США) — командир Адольфа Гитлера во время Первой мировой войны, представивший последнего к награждению Железным крестом 1-й степени.

## Биография
Родился в еврейской семье. В 1902 начал службу в баварскую армию, перед отчислением в резерв фельдфебель. В 1914 с началом Первой мировой войны был мобилизован, с весны 1915 лейтенант, командир роты и полковой адъютант 16-го резервного Баварского полка. С 29 января по 31 августа 1918 года был командиром Адольфа Гитлера. Именно он наградил (представил к награждению) последнего Железным крестом I степени за доставку на артиллерийские позиции донесения в тяжёлых условиях, чем тот спас немецкую пехоту от обстрела собственной артиллерией. Впоследствии этот орден фюрер носил всю жизнь. Одновременно с Гитлером, 2 декабря 1914, награждён Железным крестом II степени, а 4 декабря 1915 получил Железный крест I степени.
8 февраля 1919 демобилизован и становится офицером запаса. В 1920-е женился, имел двоих детей, был управляющим мебельного магазина в Нюрнберге. Осенью 1933 ему назначают пенсию, но в 1935, после принятия Нюрнбергских законов, был лишён немецкого гражданства и звания военного ветерана. Однако, в отличие от иных ветеранов еврейского происхождения, по-прежнему продолжал получать пенсию, возможно, из-за вмешательства Гитлера. По данным историка Вернера Мазера, получал военную пенсию до конца войны.
В 1937 или 1938 году был арестован гестапо, но освобождён по причине выяснившейся истории с награждением. В 1939, сразу же после начала Второй мировой войны, вместе с семьёй выехал в Бельгию. В 1940 перебрался в США незадолго до вторжения вермахта в страны Бенилюкса, работал в Сент-Луисе.

## В культуре
В канадском телевизионном мини-сериале 2003 года, «Гитлер: Восхождение дьявола» его играет актёр Брендан Хьюз (англ. Brendan Hughes).